# Porte de la Villette

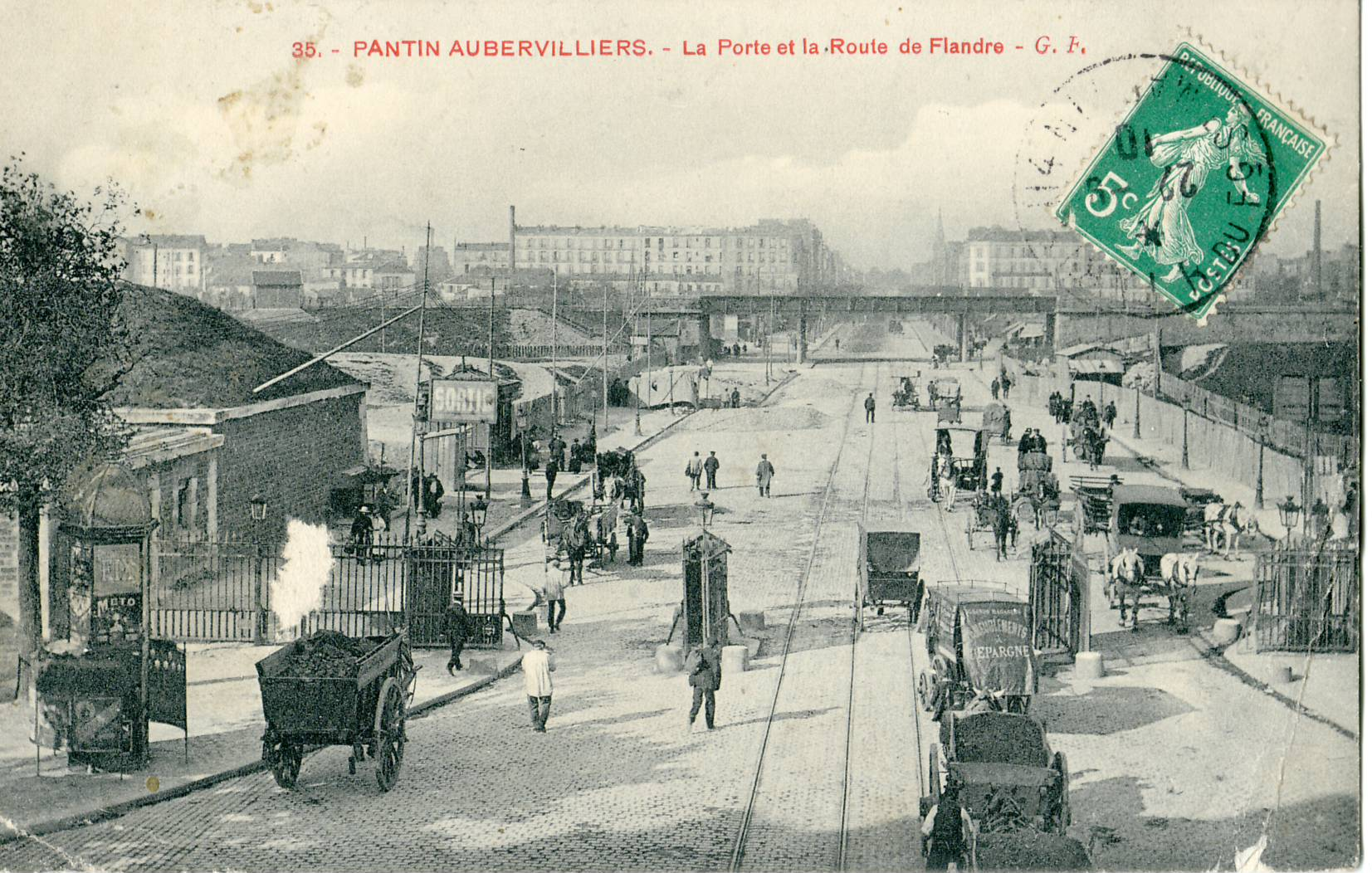
Porte de la Villette w czasach istnienia wałów Thiers'a (przed 1910), widok w kierunku przedmieść.

Porte de la Villette – jedna z bram Paryża, położona w obszarze La Villette, w 19. dzielnicy. Bramami są nazywane w Paryżu miejsca pozwalające przekroczyć obwodnicę i granice administracyjne miasta (w większości dawniej były to przerwy w wałach miejskich).
Brama oddziela Paryż od miejscowości Aubervilliers i Pantin w departamencie Seine-Saint-Denis. Historycznie była to jedna z siedemnastu przerw w wałach Thiers'a, wzniesionych w XIX wieku w celu obrony miasta.

## Położenie
Porte de la Villette jest położona na przedłużeniu Avenue de Flandre i Avenue Corentin-Cariou, na skrzyżowaniu tej ostatniej z Boulevard Macdonald, i stanowi początek drogi krajowej nr 2.
Brama posiada rondo położone pod obwodnicą Paryża, które umożliwia wjazd na tę arterię. Jest położona 1 km na wschód od Porte d’Aubervilliers i 1,5 km na północ od Porte de Pantin.

## Otoczenie
Jest ważnym dojazdem do gmin Pantin i Aubervilliers. Otoczenie bramy zostało silnie przekształcone od lat 80. XX wieku – powstał tu park La Villette, muzeum nauki Cité des Sciences et de l’Industrie oraz kino panoramiczne La Géode. W pobliżu znajduje się również biurowiec Tour La Villette i kanał Saint-Denis.

## Dojazd
Miejsce to stanowiło zakończenie linii 7 metra (stacja Porte de la Villette) w latach 1910–1987. Obecnie, oprócz linii metra dojazd zapewniają autobusy dzienne RATP i nocne Noctilien. W przyszłości dotrze tu także linia T3 podparyskiego tramwaju.
Dawniej brama była obsługiwana również przez tramwaje kursujące drogą krajową nr 2.
Brama stanowi ważny wjazd na obwodnicę Paryża.